# Xian de Zhao
Le xian de Zhao (赵县 ; pinyin : Zhào Xiàn) est un district administratif de la province du Hebei en Chine. Il est placé sous la juridiction de la ville-préfecture de Shijiazhuang.
Il abrite de nombreux sites historiques, dont le pont de Zhaozhou, le plus ancien des ponts de Chine encore en état.

## Démographie
La population du district était de 548 035 habitants en 1999.